# Ventus (Kingdom Hearts)
Pour les articles homonymes, voir Ventus.
Ventus (ヴェントゥス, Ventusu), plus communément nommé Ven (ヴェン), est un personnage de la série de jeux vidéo Kingdom Hearts. Il apparaît pour la première fois dans le jeu Kingdom Hearts : Birth by Sleep, dont il est l'un des trois principaux protagonistes.

## Biographie

### Kingdom Hearts Union Cross
Bien avant Kingdom Hearts: Birth by Sleep, on retrouve Ventus dans le jeu Kingdom Hearts Unchained x Union Cross, sorti en 2013 sur une application gratuite pour Android et tablette, qui remonte à une époque antérieure à tous les jeux actuels qui est en permanence avec de nouvelles intrigues dans l'histoire qui étoffera les éléments le concernant. Ventus, qui était membre d'une des unions des Prophètes, fut choisi par maitre Ava pour rejoindre les Dandelions, un groupe de porteurs de la Keyblade entraînés en secret par Ava pour devenir Maîtres de la Keyblade et qui doivent quitter la ville de Daybreak Town pour sauver le monde des ténèbres avec leur lumière.
Après la guerre des Keyblades et la disparition des leaders des unions, les 5 nouveaux leaders héritiers apparurent a la Nécropole des Keyblades afin de se rencontrer pour la première fois. Le troisième fut Ventus. Avec les autres nouveaux leaders, ils doivent guider chacun une union parmi les cinq qui existent pour s'assurer que personne ne tombe dans les ténèbres et pour maintenir l'équilibre et la paix entre les différentes unions, ainsi que de continuer de protéger les mondes des ténèbres et collecter le lux l'énergie de la lumière. Chacun ont reçu un exemplaire d'un livre de règles à respecter pour guider les Dandelions.

### Kingdom Hearts: Birth by Sleep

#### Disciple de Xehanort
Avant de devenir un disciple de Maître Eraqus, Ventus appris les arcanes de la Keyblade avec Xehanort. Le cœur de Ventus étant composé d'une partie de lumière et d'une autre de ténèbres pures de forces égales, son maître souhaita qu'il forme pour lui une χ-blade, une arme formée de deux Chaînes Royales se croisant ayant la particularité d'ouvrir le cœur des mondes. Dans ce but, Ventus devait exprimer sa partie lumineuse et sa partie ténébreuse, mais refusa d'utiliser cette dernière lorsque Xehanort usa de ses pouvoirs pour former des créatures que Ventus devait vaincre en utilisant la partie ténébreuse de son cœur.
Par ce refus, Ventus fut vaincu par les créatures de Xehanort qui dû être dans l'obligation d'extraire à l'aide de sa propre Keyblade les ténèbres de Ventus en ouvrant le cœur de son disciple. De ceci naquit Vanitas qui représenta les ténèbres pures du cœur de Ventus,. Cependant, cette opération endommagea le cœur de Ventus qui perdit l'intégralité de ses forces qui furent transférées à Vanitas. À la suite de cela, Xehanort amena Ventus à demi-conscient sur l'île du Destin ; là le cœur de Ventus se compléta en se connectant avec un autre cœur qui s’avérera être celui de Sora qui naquit ce même jour. Malheureusement, ces processus firent perdre à Ventus sa mémoire qui, dès lors, ne se souvint plus de sa vie antérieure.

#### Disciple d'Eraqus
Plus tard, Xehanort amena Ventus chez maître Eraqus qui entraînait déjà deux jeunes apprentis aux arcanes de la Keyblade : Aqua et Terra. À la demande de Xehanort, Eraqus prit Ventus sous son aile et l’entraîna au maniement de la Keyblade. Ventus devint ainsi le plus jeune disciple d'Eraqus et se lia d'amitié avec Aqua et Terra. Par cet entraînement, Ventus recouvra sa puissance perdue qui équivalu bientôt à celle de Vanitas, ce qui permettrait à Xehanort de former la χ-blade.
Peu après l'examen de maîtrise des Keyblades de Terra et d'Aqua, que Ventus ne pouvait encore passer car trop jeune, auquel avait assisté Xehanort, ce dernier disparu et Terra fut chargé par Eraqus de le retrouver. Peu avant le départ de Terra, Ventus rencontra dans sa chambre Vanitas qui lui annonça que le Terra qu'il connaissait changerait au cours de sa quête et que Ventus devait le suivre pour le sauver. Ainsi, contre la volonté de son maître, Ventus quitta la Terre du départ à la suite de Terra et parcouru de nombreux mondes à sa recherche. Durant ce voyage, Vanitas attaqua Ventus afin de tester sa force ; bien qu'il ait été en premier lieu vaincu par Vanitas, Ventus put s'en sortir grâce à l'aide du roi Mickey.

#### La confrontation avec Vanitas
Plus tard, Ventus retrouva Xehanort qui lui rappela son passé oublié et ce qu'il était capable de réaliser. Bouleversé par ces révélations, Ventus retourna à la Terre du départ et raconta à Eraqus ce qu'il avait découvert. Ce dernier, ne désirant pas que la χ-blade soit réalisée, tenta d'éliminer Ventus, mais Terra s'interposa, envoya Ventus sur l'île du Destin pour qu'il soit en sécurité et affronta son maître qu'il tua sans le vouloir. Sur l'île du destin, Ventus revit Vanitas qui lui apprit la manière dont il avait été créé à partir du fractionnement de son cœur et l'invita à le combattre au cimetière des Keyblades. Là, il retrouva Aqua et Terra et à trois, ils affrontèrent Xehanort et Vanitas qui prirent rapidement l'avantage. Alors que Terra affrontait seul de son côté Xehanort, Ventus dû affronter Vanitas pour sauver Aqua. Mais maîtrisé par Vanitas, la fusion entre les deux êtres s'opéra et la χ-blade fut créée. Tandis qu'Aqua et Mickey affrontaient dans le monde physique le corps de Ventus sous le contrôle de Vanitas, Ventus affrontait Vanitas dans son cœur et se sacrifia en détruisant l'être des ténèbres, ce qui eut pour effet la destruction de la χ-blade et la disparition du cœur de Ventus, car la χ-blade provenait de son cœur. En conséquence, Ventus plongea dans un sommeil qui sembla éternel et son corps fut placé dans la chambre du réveil du Manoir Oblivion par Aqua. Dans ce même temps, le cœur de Ventus se réfugia dans le cœur du jeune Sora, âgé alors de 4 ans, qui l'accepta volontiers.

### Kingdom Hearts 3D: Dream Drop Distance
Lorsque Sora tomba dans un profond sommeil à cause du Jeune Xehanort, le coeur de Ventus utilisa son armure afin de protéger Sora, et c'est elle qui se fit corrompre par les Cauchemars. Riku finira par libérer Sora, en brisant l'armure de Ventus.

### Kingdom Hearts III
A Monstropolis, Sora rencontre Vanitas, qui lui révélera que le cœur de Ventus sommeil en lui depuis toujours, ce que Sora ignorait. 

Une fois que Riku, Mickey et Sora réussirent à libérer Aqua du Domaine des Ténèbres, elle se rendit au Manoir Oblivion avec Sora, Donald et Dingo, car c'est là qu'Aqua avait caché Ventus. Vanitas apparu alors, et engagea le combat contre Aqua. C'est alors que Sora utilisa inconsciemment son "Pouvoir de l'Eveil", et permit au coeur de Ventus de rejoindre son véritable corps, et de sauver Aqua, forçant Vanitas à battre en retraite.
Lors du combat final à la Nécropole des Keyblades, les Gardiens de la Lumière se retrouvent face à Terra-Xehanort, qui finira par tuer tous les Gardiens. Seul l'âme de Sora survécu, et se retrouve dans le Monde Final. Après avoir récupérer les fragments de son corps, Sora utilisa à nouveau son "Pouvoir de l'Eveil" afin de ramener les Gardiens à la vie, et de remonter le temps, quelques instants avant que Terra-Xehanort ne les tuent. Ils seront cette fois sauvé par la Volonté Persistante (l'armure de Terra) qui avait été contacté par Naminé.
Ensuite, Aqua, Ventus et Sora se battent contre Vanitas. Une fois vaincu, Sora et Ven lui demandèrent de rejoindre le côté de la Lumière, mais Vanitas refusa, disant qu'il est un être de pur Ténèbres. Puis, ils se battent contre Terra-Xehanort. Ce dernier utilisa son Gardien et ligotent les trois héros. Ventus dis alors qu'il avait tenu sa promesse d'être là pour son ami, le Gardien de Terra-Xehanort se rebelle alors, et on comprend que le coeur du véritable Terra était dans le Gardien. Sora utilise sa Keyblade pour libérer Terra, et lui permettre de reprendre le contrôle de son vrai corps, le délivrant de l'influence de Xehanort.
Après que Sora ait vaincu Maître Xehanort, Ventus, accompagné des autres Gardiens de la Lumière, scellent le Kingdom Hearts invoqué par Maître Xehanort. Eraqus, dont le cœur était en Terra, convainc alors Xehanort de se rendre. Il demande également à Terra de veiller sur Aqua et Ventus
Lors de la fin, on voit Aqua, Terra et Ventus rendre hommage à Maître Eraqus. Puis, il retrouve son Chirithy. On revoit une dernière fois Ven célébrant la victoire avec tous les autres sur les Iles du Destin.

## Création et développement
Quand il créa Ventus, Tetsuya Nomura avait décidé en premier lieu que le personnage devait physiquement ressembler à Sora ou à Roxas. Son choix tomba finalement sur ce dernier, car il pensait que si Vanitas avait l'apparence de Sora, cela aurait un impact plus important sur les joueurs.
Cependant, malgré la ressemblance physique entre Ventus et Roxas, Nomura voulut que la personnalité du personnage soit beaucoup plus similaire à celle de Sora ; mais il donna un peu plus de sérieux au personnage de Ventus afin de permettre une différenciation entre les deux personnages dans le jeu.
Le nom de Ventus vient du mot latin ventus qui est traduit communément par « vent ». Cette thématique du ciel est aussi repris dans le nom de sa Keyblade Vent Rebelle (フレッシュブリーズ, furashu buriizu, qui signifie littéralement en anglais Fresh Breeze : Brise Fraîche), ainsi qu'autour du personnage de Sora.

## Réception
En raison de la ressemblance physique entre Ventus et Roxas, qui fut remarquée lors de la visualisation des premières présentations du jeu en 2007, les premières publications sur le jeu laissaient penser que Roxas serait l'un des protagonistes de Kingdom Hearts : Birth by Sleep.